# Plesná (Chebi járás)
Plesná (németül Fleißen) város Csehországban a Karlovy Vary-i kerület Chebi járásában. Településrészei: Lomnička, Smrčina, Vackov.

## Fekvése
Cheb-től 10 km-re északnyugatra fekszik.

## Története
Első írásos említése Vlizen néven 1185-ből származik, ekkor a Waldsasseni-kolostor birtoka. A 13. századi oklevelek Flizen néven említik. 1429-ben a husziták felégették. A 15. században a Schlick-család szerezte meg. 1545-ben a Wirsperg-család tulajdonába került. Lakossága a 16. században nagyrészt áttért az evangélikus vallásra. Az új evangélikus templomot, mely az előző fából épített templomot helyettesítette, 1849-ben szentelték fel. 1850-ben a település 160 lakóházában 1462 lakos élt. Vasútállomását 1904-ben adták át. A 20. század kezdetén a város ipara nagymértékű fejlődésnek indult, főként textilipara. Az 1910-es években már 24 gyár működött területén, még hangszerkészítő üzemmel is rendelkezett. A többségben németek által lakott város első cseh iskoláját 1926-ban létesítették. A várost az Amerikai Egyesült Államok hadserege szabadította fel 1945. május 2-án. A második világháború után 1946-ban német nemzetiségű lakosságát kitelepítették. Ezt követően cseh és szlovák telepesek érkeztek a városba. Iparát 1948-ig államosították.

## Népesség
A település népessége az elmúlt években az alábbi módon változott:
| Lakosok száma | 2907 | 3861 | 4416 | 1996 | 1883 | 2021 | 1953 | 1935 | 1858 | 1909 |
|               | 1869 | 1900 | 1921 | 1961 | 1980 | 2011 | 2016 | 2019 | 2021 | 2024 |

## Jegyzetek

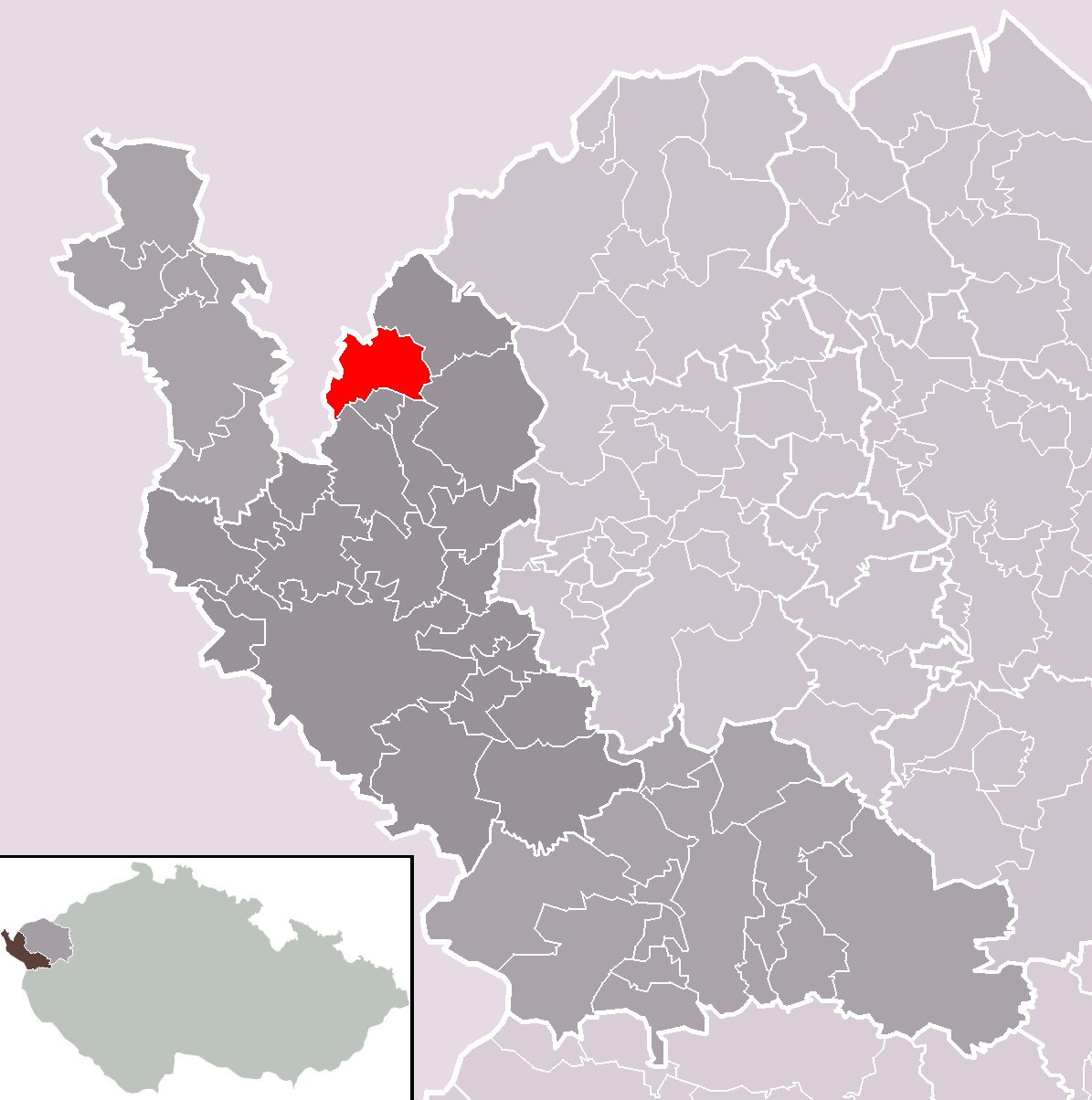
A város közigazgatási területe

## Településrészei
Lomnička, Smrčina, Vackov